# تل عريش جنوبي
تل عريش جنوبي قرية سوريّة تتبع إداريّاً لمحافظة حلب منطقة منبج ناحية أبو قلقل، بلغ تعداد سكانها 1,730 نسمة حسب التعداد السكاني لعام 2004.